# Pagno
Pagno (Pagn in piemontese, Panh in occitano) è un comune italiano di 577 abitanti della provincia di Cuneo in Piemonte.
Si trova in Valle Bronda.

## Storia

### Simboli
Il comune di Pagno si identifica con lo stemma storicamente in uso:
Il gonfalone è un drappo di rosso.

## Monumenti e luoghi d'interesse

### Architetture religiose

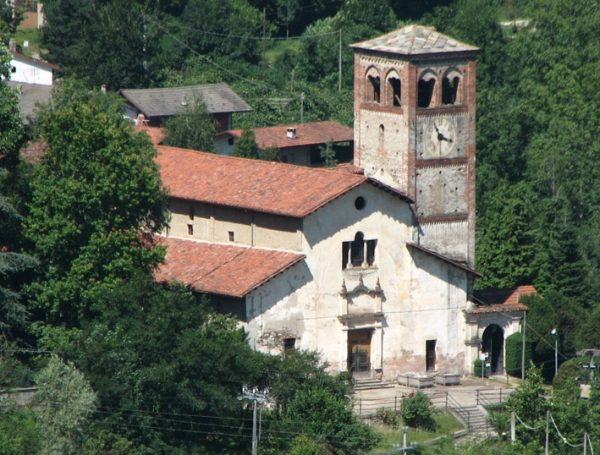
L'antica abbazia di San Colombano

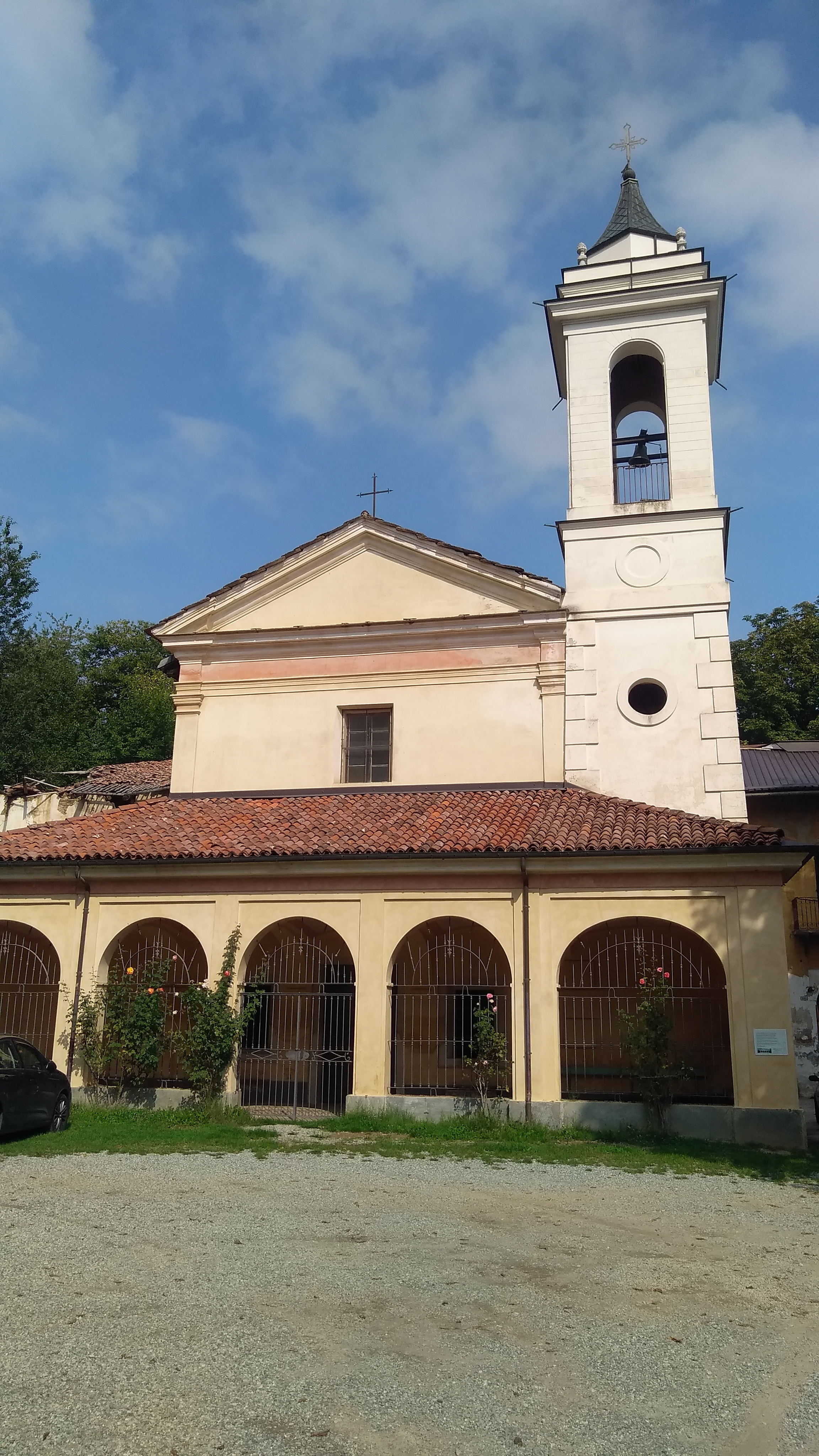
Santuario di Santa Cristina

- Abbazia dei santi Pietro e Colombano[5][6][7]. Nella chiesa vi è un affresco dedicato a San Michele Arcangelo. Dall'abbazia di Pagno dipendevano vari monasteri, comunità e chiese, fra le quali: il monastero femminile a Falicetto di Verzuolo, la torre e la chiesa parrocchiale di Santa Maria Assunta di Brondello[8], la chiesa di San Firmino a San Firmino di Revello, l'antica chiesa di Sant'Andrea, in prossimità di Barge, il convento e la chiesa di Sant'Ilario di Revello, ed altre chiese sul territorio di Vottignasco, Verzuolo e Racconigi[9].
- Cappella di San Rocco, situata nei pressi dell'antica parrocchiale abbaziale.
- Chiesa parrocchiale di San Pietro e San Colombano, nuova parrocchiale costruita nel 1962 nella zona centrale del paese in sostituzione della più antica parrocchiale abbaziale fuori dal paese.
- Cappella dell'Addolorata, situata nei pressi della nuova parrocchiale.
- Santuario di Santa Cristina, situato in Rione Monti in un'area boscosa al confine con il comune di Verzuolo.
- Cappella di San Grato, del XVII secolo, è situata sulla collina di confine fra Pagno e Revello.
- Cappella di Sant'Eusebio, è situata a 750 metri sulla punta più elevata fra i confini di Pagno, Martiniana Po e Brondello. Forse è la cappella più antica di tutte quelle presenti in valle, già citata negli Statuti del 1508, quando quella zona serviva da pascolo per i monaci.
- Cappella di San Bernardo, sorge sulla punta più alta del colle omonimo sui confini tra Pagno e Piasco. La sua proprietà e condivisa dalle parrocchie dei due comuni.

## Società

### Evoluzione demografica
Abitanti censiti

## Amministrazione
Di seguito è presentata una tabella relativa alle amministrazioni che si sono succedute in questo comune.
| Periodo        | Periodo        | Primo cittadino        | Partito                        | Carica  | Note   |
| -------------- | -------------- | ---------------------- | ------------------------------ | ------- | ------ |
| 9 luglio 1985  | 6 giugno 1990  | Celestino Costa        | Democrazia Cristiana           | Sindaco | [ 11 ] |
| 6 giugno 1990  | 24 aprile 1995 | Celestino Costa        | Democrazia Cristiana           | Sindaco | [ 11 ] |
| 24 aprile 1995 | 14 giugno 1999 | Celestino Nicola Costa | -                              | Sindaco | [ 11 ] |
| 14 giugno 1999 | 14 giugno 2004 | Celestino Nicola Costa | -                              | Sindaco | [ 11 ] |
| 14 giugno 2004 | 8 giugno 2009  | Gabriele Donalisio     | lista civica                   | Sindaco | [ 11 ] |
| 8 giugno 2009  | 26 maggio 2014 | Gabriele Donalisio     | lista civica                   | Sindaco | [ 11 ] |
| 26 maggio 2014 | 26 maggio 2019 | Gabriele Donalisio     | lista civica: emblema e alloro | Sindaco | [ 11 ] |
| 26 maggio 2019 | in carica      | Nico Giusiano          | lista civica                   | Sindaco | [ 11 ] |

### Altre informazioni amministrative
Il comune faceva parte della Comunità montana Valli Po, Bronda, Infernotto e Varaita.